# 関榮次
関 榮次（せき えいじ、1929年7月 - 2020年7月21日）は、日本の外交官、ノンフィクション作家。沖縄県北大東島出身。

## 経歴
沖縄県北大東島生まれ。旧制松山高等学校を経て、1953年に東京大学法学部卒業、外務省入省。
1954年オハイオ州アンティオーク大学留学、1955年在米国日本大使館外交官補 。
帰国後は、経済局、通商産業省出向、経済協力局を経て、インドネシア、連合王国(イギリス)、タイ、ユーゴスラビア、ブラジルに在勤 。本省では、国際連合局経済課長、法務省入国管理局総務課長、国際連合局担当審議官などを歴任。
1981年‐1983年駐ザンビア大使、駐連合王国特命全権公使、海外経済協力基金理事、1989年‐1992年駐ハンガリー大使を歴任した。1992年退職。トーメン顧問などを経て、ノンフィクション作家に転身する。

## 著書
- 『ハンガリーの夜明け 1989年の民主革命』（近代文芸社、1995年2月）
- 『遥かなる祖国 ロシア難民と二人の提督』（PHP研究所、1996年8月）
- 『日英同盟 日本外交の栄光と凋落』（学習研究社、2003年4月）
- 『チャーチルが愛した日本』（PHP新書、2008年3月）
- 『蔣介石が愛した日本』（PHP新書、2011年3月）

## 翻訳
- ジョージ・ブル著『知られざるバチカン』（日本放送出版協会、1988年7月）

## 参考
- 紀伊國屋書店による経歴